# تقسيم الأراضي الزراعية
تقسيم الأراضي الزراعية (بالإنجليزية: Agricultural zoning)‏، يُشير إلى الأراضي مقيدة الاستخدامات، للزراعة ولتربية الثروة الحيوانية، وأنواع أخرى من أنشطة الفضاء المفتوح، بناء محدود للمنازل. يستخدم أحياناً هذا التقسيم جنباً إلى جنب مع قيود للتوسع الحضري. كما يُشير إلى التسميات التي تقدمها الهيئات القضائية المحلية التي تهدف إلى حماية الأراضي الزراعية والأنشطة الزراعية من الاستخدامات غير الزراعية غير المتوافقة.